# Virginio Leotardi
Virginio Leotardi (Matelica, 31 januari 1857 – Fabriano, 25 maart 1939) was een Italiaans componist en dirigent. Ook zijn jongere broer Alfredo Leotardi (1862-1935) was componist, dirigent en organist.  

## Levensloop
Leotardi kreeg zijn eerste muziekles van zijn vader Giuseppe Leotardi (1818-1902), die eveneens componist en dirigent van de plaatselijke banda (harmonieorkest) was. Vervolgens studeerde hij bij Giuseppe Busi in Bologna, waar hij in 1879 afstudeerde. 
Als dirigent was hij verbonden aan de Corpo Bandistico "Città di Fabriano" (1883-1924), de Banda Comunale di Cerreto d'Esi en van de Banda Musicale "Pacifico Veschi" Città di Matelica (1923-1925). Vooral met de banda van Fabriano bereikte hij een hoog muzikaal peil en zij wonnen tijdens het Nationaal Concours in Rome in 1890 de gouden medaille. In Fabriano was hij eveneens bezig als koorleider en instructeur. 
Hij componeerde twee operettes, kerkmuziek, werken voor banda en voor piano.

## Composities

### Werken voor banda (harmonieorkest)
- 1898 Felice augurio, wals
- 1898 Inno dell'memoria a Paolo Spacca, voor jeugd-/kinderkoor en banda (harmonieorkest) - tekst: Montaguti Bonetti
- 1908 Nanà, wals
- Ore beate, polka

### Missen en andere kerkmuziek
- 1896 Messa funebre, voor solisten, gemengd koor en orgel

### Werken voor piano
- 1887 Impressioni d'una veglia, mazurka - opgedragen aan contessa Emma Vallerani